# لنارت موزر
لنارت موزر (انگلیسی: Lennart Moser؛ زادهٔ ۶ دسامبر ۱۹۹۹) بازیکن فوتبال اهل آلمان است.
از باشگاه‌هایی که در آن بازی کرده‌است می‌توان به باشگاه فوتبال انرژی کوتبوس اشاره کرد.